# 环盘苔虫科
环盘苔虫科（学名：Heliodomidae）是唇口目下的一个科。

## 下属分类
本科包括以下属：
- 环盘苔虫属 Heliodoma Calvet, 1907
- Setosellina Calvet, 1906